# Keep Talking
«Keep Talking» (Sigue Hablando) es una canción del álbum de 1994 de Pink Floyd, The Division Bell. Incluye a Stephen Hawking grabado de una propaganda de televisión de BT y en las versiones del álbum y disco en vivo de Pulse son tomados de diferentes conciertos en cada formato. La canción también hace uso del efecto talk box de guitarra.
La canción fue el primer sencillo lanzado del disco en los Estados Unidos en marzo de 1994 y fue escrita por David Gilmour, Richard Wright y Polly Samson. Fue el tercer hit #1 del grupo en el cuadro Album Rock Tracks (un cuadro publicado por la revista Billboard que mide emisiones de radio en EE. UU., y no es una medida de venta de discos), quedando entre las más altas por seis semanas.
Fue incluida en el recopilatorio de 2001, Echoes: The Best of Pink Floyd.
La voz electrónica de Stephen Hawking se escucha al principio de la canción. Durante el solo de guitarra David Gilmour utiliza un modulador y distorsionador de sonidos llamado Talk box, conectado a su guitarra y a los conectores de la pedalera, junto a un tubo de plástico del Talk-Box que tiene en su boca para distorsionar su voz y a la vez acompasando la gesticulación y movimientos que realiza con su boca junto con los acordes de la guitarra, y a la vez simulando lo que parece ser una hipotética voz de un ser extraterrestre.

## Personal
- David Gilmour - guitarra, voz líder.
- Richard Wright - órgano Hammond y sintetizador.
- Nick Mason - batería y percusión.
- Tim Renwick- guitarras rítmicas.
- Gary Wallis- percusión
- Jon Carin - programación y teclados adicionales.
- Guy Pratt - bajo.
- Bob Ezrin- arreglos, percusión
- Sam Brown, Durga McBroom, Carol Kenyon, Claudia Fontaine (segundas voces en P•U•L•S•E) - segundas voces.
- Stephen Hawking - voz electrónica.